# Dubiosynotaxus perfectus
Dubiosynotaxus
Genre
Espèce
Dubiosynotaxus perfectus, unique représentant du genre Dubiosynotaxus, est une espèce fossile d'araignées aranéomorphes de la famille des Synotaxidae.

## Répartition
Cette espèce a été découverte en Russie et en Pologne dans de l'ambre de la mer Baltique. Elle date du Paléogène.

## Description
Le mâle holotype mesure 0,9 mm et la femelle 1,35 mm.

## Systématique et taxinomie
Cette espèce a été décrite par Wunderlich en 2004.
Ce genre a été décrit par Wunderlich en 2004 dans les Synotaxidae.

## Publication originale
- (en) Wunderlich, « The fossil spiders (Araneae) of the family Synotaxidae in Baltic amber », Beiträge zur Araneologie, 2004, vol. 3, p. 1189-1239.